# انسان‌شناسی برای توسعه
انسان‌شناسی برای توسعه(به انگلیسی Development anthropology) به کاربرد دیدگاه‌های انسان‌شناسی در حوزه چند رشته ای مطالعات توسعه اشاره دارد. این حوزه مطالعاتی توسعه بین‌المللی و کمک‌های بین‌المللی را به عنوان موضوعات عمده و مهم در نظر می‌گیرد. در این شاخه از انسان‌شناسی، اصطلاح توسعه به عملکرد اجتماعی انجام شده توسط عوامل مختلف (به عنوان مثال مؤسسات، کسب‌وکارها، دولت یا داوطلبان مستقل) که می‌خواهند زندگی اقتصادی، فنی، سیاسی یا اجتماعی معینی را به ویژه در مناطق مستظعف و سابقاً استعمار شده تنظیم کنند گفته می‌شود.

## تاریخچه
در دهه ۱۹۸۰ و ۱۹۹۰، از انسان‌شناسی توسعه بخش خصوصی استفاده گسترده‌ای شد. در حال حاضر مسئولیت اجتماعی شرکت و موضوعات مختلف اعم از اسکان مجدد و حقوق بشر در شرکتهای کوچک با ارزیابی منظم اجتماعی به عنوان بخشی جدایی ناپذیر از ارزیابی سرمایه‌گذاری، مورد ارزیابی مرتب قرار می‌گیرند.